# Cerkev sv. Marije, Bergen
Cerkev sv. Marije (norveško Mariakyrkja, Mariakirken) je župnijska cerkev Norveške cerkve v občini Bergen v okrožju Vestland na Norveškem. Stoji v predelu Bryggen v osrednjem delu mesta Bergen. Je ena od cerkva župnije bergenske stolnice, ki je del bergenske domprosti (naddekanije) v škofiji Bjørgvin. Velika cerkev iz sivega kamna je bila zgrajena v obliki dolge cerkve po načrtih, ki jih je sestavil neznani arhitekt. Cerkev sprejme približno 240 ljudi. Gradnja cerkve naj bi se začela v 1130-ih ali 1140-ih in končala okoli 1180, zaradi česar je ta cerkev najstarejša preostala stavba v celotnem mestu Bergen. Bilo je nekaj požarov, ki so zažgali cerkev, pa tudi več obnov in rekonstrukcij, nazadnje leta 2013.

## Zgodovina
Cerkev sv. Marije je edina preostala od dvanajstih cerkva in treh samostanov, ki so bili zgrajeni v Bergnu med njegovimi začetki med vladavino Olafa Kyrreja (1066–1093, tradicionalno 1070) in koncem 12. stoletja. Izkopavanja so na tem mestu razkrila ostanke prejšnje kamnite cerkve, ki pa verjetno ni bila nikoli dokončana. Cerkev sv. Marije so skupaj naročili kralj ter meščani in trgovci Bergna in se je začela graditi v 1130-ih ali 1140-ih letih. Natančno leto dokončanja ni znano, vendar je cerkev omenjena v Sverris sagi, kjer so se uporniki Birkebeinove stranke zatekli pred napadom kmečke vojske leta 1183. Cerkev sv. Marije so verjetno zgradili obrtniki iz Scanije, takrat del Danske. Slog cerkve spominja na stolnico v Lundu v Scaniji.
Marijina cerkev je bila precej poškodovana v mestnem požaru leta 1198, ki ga je na mesto povzročila Bagli stranka, sovražniki Birkebein stranke. Posledica prenove je bilo več arhitekturnih sprememb. Bergen je ponovno gorel leta 1248 v požaru, ki je povzročil še večjo stopnjo uničenja cerkve kot prejšnji požar. V okviru obnove po tem požaru so povišali stolpe in podaljšali kor. Cerkev je bila poškodovana v več kasnejših mestnih požarih, a nikoli več tako uničena kot v požaru leta 1248.
- History
- Risba iz leta 1580, ki prikazuje Marijino cerkev (C)
- Risba cerkve J. J. Reichborna (1768)
- Fotografija Axela Lindahla iz 19. stoletja
- Na novo obnovljena zunanja sprednja fasada (2015)

Čeprav je bila cerkev sv. Marije zgrajena kot župnijska cerkev za norveško prebivalstvo Bergna, je cerkev leta 1408 prevzela velika nemška populacija, po kateri so jo popularno imenovali nemška cerkev (Tyskekirken). Trgovci Hanzeatske lige so bili osredotočeni na ta del mesta. Ker je pripadala bogatim Nemcem, je bila cerkev sv. Marije bogato okrašena in se je izognila usodi, da bi bila spremenjena v ruševine, za razliko od več drugih cerkva v mestu. Šele leta 1874, dolgo po tem, ko je nemška premoč v mestu izginila, je ponovno postala navadna župnijska cerkev, čeprav so pridige v nemščini potekale vse do prve svetovne vojne.
Leta 1814 je ta cerkev služila kot volilna cerkev (norveško valgkirke). Skupaj z več kot 300 drugimi župnijskimi cerkvami po Norveški je bilo volišče za volitve v norveško ustavodajno skupščino leta 1814, ki je napisala norveško ustavo. To so bile prve državne volitve na Norveškem. Vsaka cerkvena župnija je bila volilno okrožje, ki je izvolilo ljudi, imenovane elektorji, ki so se kasneje sestali v vsakem okrožju, da bi izvolili predstavnike za skupščino, ki naj bi se sestala v Eidsvollu kasneje istega leta.
Od leta 1863 do 1876 je arhitekt Christian Christie (ki je kasneje nadziral obnove Bergenske stolnice in Haakonove dvorane) nadziral veliko obnovo cerkve. Cerkev je bila ponovno zaprta od januarja 2010 do 2015 zaradi drugega večjega obnovitvenega dela. Od takrat je bila cerkev dana na razpolago anglikanski cerkvi v Bergnu, ki je prebivalcem in turistom ponujala storitve v angleškem jeziku.

## Struktura
Marijina cerkev je dvostolpna, triladijska cerkev pretežno romanskega sloga. Vzhodni del kora kaže nekaj gotskega vpliva, ki spominja na Haakonovo dvorano, ki ga je verjetno povzročila obnova po požaru leta 1248. Cerkev je zgrajena pretežno iz steatita, najstarejši deli pa so zgrajeni iz najkakovostnejšega steatita. Skrilavec se uporablja občasno. Uporabljajo se vsaj tri različne vrste steatita in verjetno je iz več različnih kamnolomov v regiji.

## Oprema
Triptih na oltarju cerkve je verjetno poznosrednjeveško lübeško delo iz poznega 15. stoletja. Ko se je Norveška leta 1536 z reformacijo spreobrnila v protestantsko vero, so bile odstranjene skoraj vse slike in kipi. V Marijini cerkvi pa ni bilo tako, saj je bila ta cerkev nemških trgovcev, o čemer pričajo tudi epitafi (v nemščini) na majhnem pokopališču pred cerkvijo. Reformacija je bila tukaj že prej. Zato lahko danes na oltarju vidite Devico Marijo v središču oltarne plošče.

## Orgle
Orgle je leta 2015 izdelal izdelovalec orgel Weimbs. Glasbilo ima 30 registrov na dveh priročnikih in pedalu. So mehanske, registri so električni.

## Galerija
- Exterior
- Pogled od daleč
- Stranski pogled
- Pogled od spredaj
- Stranski vhod
- Glavni vhod
- Zunanji detajli
- Podrobnosti od blizu
- Stranski pogled

- Interior
- Pogled na triptih
- Oltar
- Prižnica
- Prižnica
- Notranja dekoracija
- Razpelo
- Stenske poslikave
- Poslikave
- Stranski pogled
- Ladja